# Miskolc
Miskolc (AFI: miʃkolts ; in tedesco Mischkolz; in slovacco Miškovec; in romeno Mișcolț; in polacco Miszkolc) è un'importante città ungherese. Con 157 177 abitanti (2017) è la quarta città più grande dell'Ungheria dopo Budapest, Debrecen e Seghedino. È sede del governo della Contea di Borsod-Abaúj-Zemplén.

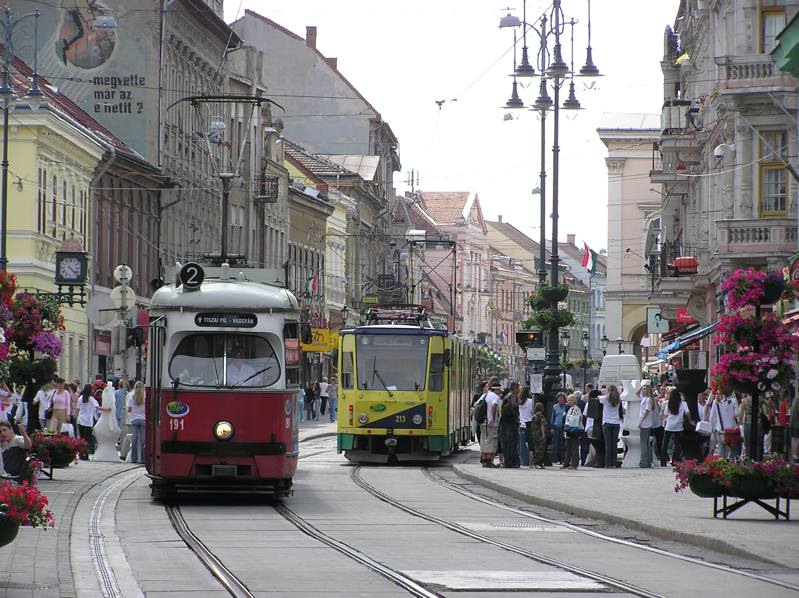
Centro di Miskolc

## Storia
Il territorio di Miskolc, già popolato in epoca preistorica, fu abitato anche da popolazioni celte. La prima vera menzione della città risale però al 1210.

## Geografia fisica
La città è situata nel nord dell'Ungheria, grossomodo al centro della provincia Borsod-Abaúj-Zemplén. Dista un centinaio e poco più di km da Debrecen e Nyíregyháza, ma quasi 200 km da Budapest.

## Società

### Evoluzione demografica
| Anno | Popolazione   |
| ---- | ------------- |
| 1786 | 14 179        |
| 1850 | 16 135        |
| 1870 | 21 199        |
| 1891 | 30 408        |
| 1930 | 61 559        |
| 1941 | 77 362        |
| 1950 | 100 000 circa |
| 1965 | 163 600       |
| 1985 | 211 600       |
| 1996 | 191 885       |
| 2001 | 180 282       |
| 2005 | 175 701       |
| 2011 | 170 075       |

## Infrastrutture e trasporti
La città è servita dall'arteria autostradale M30, diramazione della M3 Budapest-Nyíregyháza; e dalla ferrovia internazionale che collega Budapest con Leopoli e Kiev, in Ucraina. Possiede un piccolo aeroporto, non aperto al traffico commerciale,  e una rete tranviaria urbana, gestita dalla MVK ZRt.

## Sport

### Calcio
La principale squadra calcistica cittadina è il Diósgyőr, militante nella massima serie ungherese. Lo stadio in cui gioca è il "DVTK Stadion".

### Football americano
La locale squadra di football americano, i Miskolc Steelers, ha vinto il titolo nazionale nel 2016.

## Monumenti e luoghi d'interesse
- Cattedrale dell'Assunzione di Maria, cattedrale dell'esarcato apostolico di Miskolc, per i fedeli di rito greco-cattolico.
- Miskolctapolca, località termale a sud-ovest della città.
- Lillafured, località turistica nei monti Bükk.
- Tokaj, località che dista circa 50 km ad ovest, centro importante per la produzione del famoso vino Tokaji aszú, vanto della produzione vitivinicola ungherese.

## Amministrazione

### Gemellaggi
Miskolc è gemellata con:
- Arendal
- Aschaffenburg
- Burgas
- Cleveland
- Daugavpils
- Haapsalu
- Katowice[1]
- Košice
- Marijampolė
- Ostrava
- Padova
- Tampere
- Vologda